# Ralph Torres

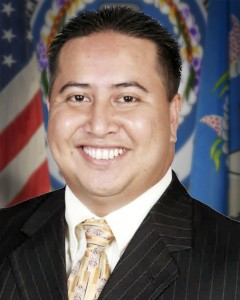
Ralph Torres

Ralph Deleon Guerrero Torres (* 6. August 1979 in Saipan) ist ein US-amerikanischer Politiker. Torres ist seit dem 28. Dezember 2015 Gouverneur der Nördlichen Marianen.

## Leben
Ralph Torres wuchs in Boise, Idaho auf, wo er zunächst im Jahr 1996 die High School absolvierte. Danach schrieb er sich an der Boise State University ein, an der er 2001 seinen Abschluss in Politikwissenschaften erwarb. Von 2004 bis 2008 leitete er zusammen mit seinem Bruder eine Anwaltskanzlei in Saipan.
Seine politische Karriere begann Torres im Januar 2008, als er für die Republikanische Partei in den Senat der Marianen einzog. In dieser Funktion war er sieben Jahre lang, bis Januar 2015 tätig. Gouverneur Eloy Inos benannte Torres im Januar 2015 zum Vizegouverneur des US-Außengebietes. Als Inos Ende Dezember desselben Jahres starb, wurde Torres als dessen Nachfolger vereidigt.
Am 8. November 2019 durchsuchten aus Hawaii eingeflogene Ermittler der US-Bundespolizei FBI Ralph Torres‘ Büro, außerdem dessen Privaträume. Die Durchsuchung dauerte mehrere Stunden. Zu Einzelheiten und Hintergründen äußerten sich die Ermittler nicht. Lokale Medien spekulierten, gegen Torres werde im Zusammenhang mit Korruptionsvorwürfen ermittelt.
Ralph Torres ist verheiratet, Vater von vier Kindern und von fünf Enkelkindern.